# Buchivacoa
Buchivacoa é um município da Venezuela localizado no estado de Falcón.
A capital do município é a cidade de Capatárida.